# Aroa ochrota
Aroa ochrota är en fjärilsart som beskrevs av George Francis Hampson 1905. Aroa ochrota ingår i släktet Aroa och familjen tofsspinnare. Inga underarter finns listade i Catalogue of Life.